# Dichiarazione di Corfù

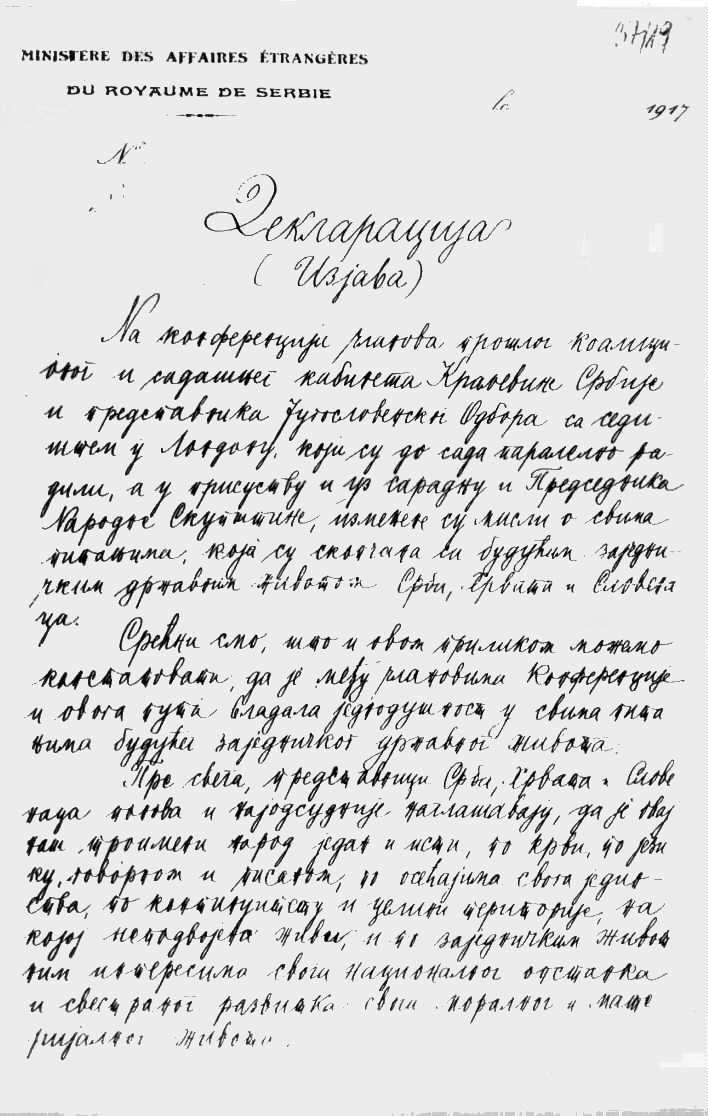
La prima pagina della Dichiarazione

Con il termine Dichiarazione di Corfù si intende l'accordo che rese possibile la creazione del Regno dei Serbi, Croati e Sloveni.
Fu firmato in piena prima guerra mondiale sull'isola di Corfù, il 20 luglio 1917, dal cosiddetto "Comitato jugoslavo" (formato da politici dell'Impero austro-ungarico esuli e che rappresentavano le etnie slovena, serba e croata) con i rappresentanti del Regno di Serbia e fu sponsorizzato politicamente da Gran Bretagna e Francia, sotto il principio dell'autodeterminazione dei popoli.
La Dichiarazione, come "primo passo verso la costituzione del nuovo Stato di Jugoslavia", prefigurava una monarchia parlamentare retta dai Karađorđević, con un territorio indivisibile ed un potere unitario con tre denominazioni nazionali e gli alfabeti latino e cirillico eguali di fronte alla legge, libertà religiosa e suffragio universale. Previde la convocazione di un'assemblea costituente per stabilire la Costituzione che sarebbe stata all'origine di tutti i poteri.
La Dichiarazione si chiude dicendo:
I Bosniaci ed i Montenegrini non furono rappresentati tra i firmatari.
I due principali artefici della Dichiarazione di Corfù furono il primo ministro serbo Nikola Pašić e l'esule croato Ante Trumbić, che lavorarono per superare le resistenze ufficiali della Serbia. Pašić ed il suo partito erano rimasti concentrati sulla mera espansione della "Grande Serbia" per mezzo di acquisizioni territoriali unilaterali che dovevano derivare dalla sconfitta dell'Impero austro-ungarico. Lo scoppio improvviso della rivoluzione di febbraio in Russia aveva fatto ritirare il principale esponente del maggior partito serbo dal tavolo diplomatico. Pašić, compromesso, firmò la Dichiarazione ed iniziò a lavorare dietro le quinte per screditare il Comitato jugoslavo, per paura che le potenze alleate lo considerassero il legittimo governo in esilio al momento dell'armistizio.
Come conseguenza il Regno dei Serbi, Croati e Sloveni venne creato il 1º dicembre 1918. Ante Trumbić fu nominato Ministro degli esteri e Pašić si trovò momentaneamente esautorato dal potere.

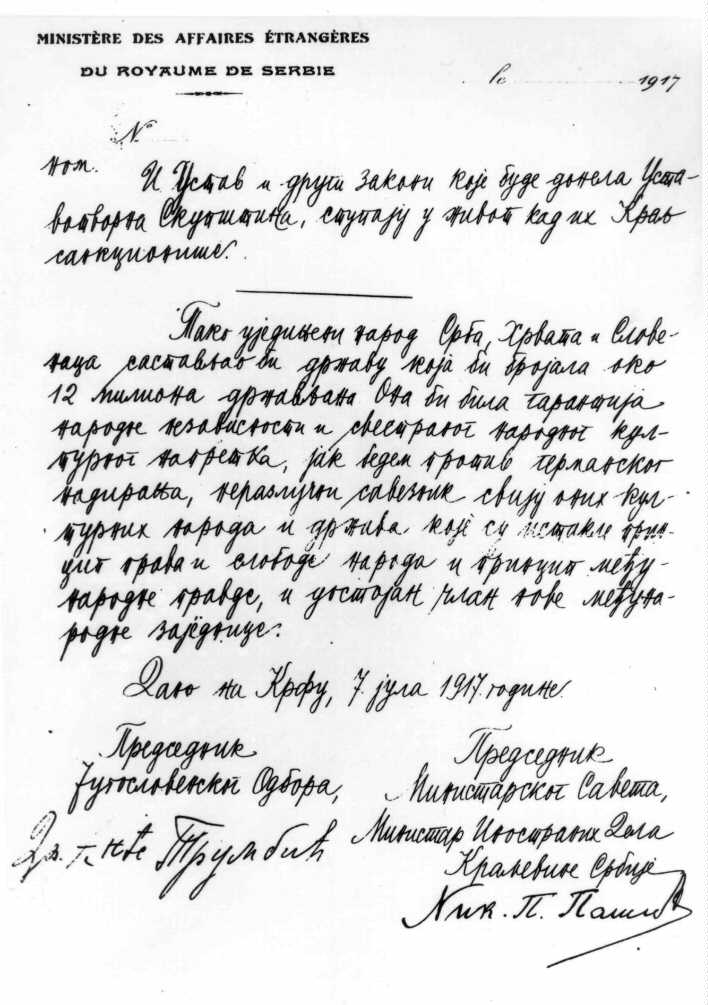
La seconda pagina della "Dichiarazione"